# Trận Cửa Cạn
Trận Cửa Cạn xảy ra tại Cửa Cạn (Phú Quốc) vào khoảng đầu tháng 9 năm 1868 và kéo dài cho đến khoảng tháng 10 cùng năm thì kết thúc, sau khi vị chủ tướng của nghĩa quân là Nguyễn Trung Trực bị quân Pháp bắt. Đây là trận chiến cuối cùng của cuộc khởi nghĩa do ông lãnh đạo vào nửa cuối thế kỷ 19 ở Nam Bộ, Việt Nam.

## Diễn biến

### Rời đất liền
Sau khi đánh chiếm và làm chủ đồn Rạch Giá, hai ngày sau (ngày 18 tháng 6 năm 1868), Bộ chỉ huy Pháp ở Mỹ Tho liền cử Thiếu tá hải quân A. Léonard Ausart mang quân từ Vĩnh Long sang tiếp cứu.
Đến ngày 21, đoàn quân trên theo kênh Thoại Hà tiến đến Sọc Suông (nay thuộc xã Tân Hội, huyện Tân Hiệp, Kiên Giang) và bắt đầu phản công dữ dội. Mặc dù, nghĩa quân đã chống ngăn quyết liệt, nhưng trước vũ khí quá mạnh của đối phương, Nguyễn Trung Trực đành phải cho quân rút về đồn Rạch Giá, rồi rút luôn đến Ba Trại (Hòn Chông, nay thuộc huyện Kiên Lương, tỉnh Kiên Giang). Pháp liền cho quân đuổi theo thiết lập vòng vây và chặn hết các con đường tiếp tế đến nơi đó.
Không thể ở đó được, Nguyễn Trung Trực đã lệnh cho quân bí mật dùng ghe vượt khoảng 45 km đường biển để ra đảo Phú Quốc.

### Lập chiến khu ở đảo
Ngay khi đến đảo, Nguyễn Trung Trực cho nghĩa quân hợp lực cùng người dân trên đảo đốn cây lấy gỗ để xây dựng chiến lũy và ngăn vàm sông Cửa Cạn.
Cửa Cạn là tên một con sông dài 15 km, nay thuộc xã Cửa Cạn, thành phố Phú Quốc, tỉnh Kiên Giang. Sông bắt nguồn trên dãy núi Hàm Ninh chảy theo hướng Tây-Tây Nam, qua cánh rừng Cấm, đồng Cây Sao, đồng Bà, rồi đổ ra vịnh Thái Lan.
Lợi dụng địa hình, địa vật ở đây, Nguyễn Trung Trực đã đặt một căn cứ có tên là Ba Trại Ngoài để trấn giữ vàm sông Cửa Cạn; và một căn cứ khác tựa lưng vào dãy núi Hàm Ninh, có tên là Ba Trại Trong. 

### Bị tấn công
Khoảng đầu tháng 9 năm 1868, tàu chiến Groeland do Buochet Rivière chỉ huy theo ra đến đảo. Tìm hiểu mục tiêu xong, thủy quân Pháp dùng súng đại bác bắn dữ dội vào chiến lũy Cửa Cạn. Sau khi tốn nhiều đạn pháo, chiến lũy bị phá tan, tức thì, quân Pháp đổ bộ lên đảo. Một trận kịch chiến liền diễn ra tại vàm Cửa Cạn. Tuy chống trả quyết liệt, nhưng trước hỏa lực quá mạnh của đối phương, nghĩa quân đành phải vừa chống ngăn vừa rút dần lên núi Hàm Ninh.
Nhờ núi cao rừng rậm che khuất và nhờ lối đánh du kích rất có hiệu quả, nên quân Pháp không dám truy đuổi.
Ngày 19 tháng 9, tàu chiến Groeland trở về Hà Tiên rước Lãnh binh Tấn cùng 150 lính mã-tà  từ Gò Công sang chi viện.
Theo kế hoạch của Lãnh binh Tấn, quân lính phong tỏa mọi ngõ ngách ở đảo. Những ghe tàu nào có dấu hiệu khả nghi đến tiếp tế lương thực và đạn dược đều bị ngăn chặn. Tấn lại cho bắt hết người dân ở nơi nghĩa quân đang lẩn trốn, nhằm cô lập họ. 
Cùng lúc ấy, ở chợ Rạch Giá, thực dân Pháp cho treo giải thưởng: Ai bày mưu bắt được ông Trực sẽ được thưởng 200 quan tiền; ai bắt sống hay hạ sát được ông, sẽ được thưởng 500 quan tiền.

### Kết thúc trận
Một ngày trong tháng 10 năm 1868, chủ tướng Nguyễn Trung Trực bị Pháp bắt, trận chiến Cửa Cạn kể như kết thúc. 
Tuy nhiên, việc Nguyễn Trung Trực bị bắt hay ra hàng, các sử liệu ghi không giống nhau. Lược trích ở các sách:
- Việt sử tân biên, quyển 5, tập thượng:

...Hương chức và dân trên đảo bị đội Tấn dọa phải theo và phụ lực với hắn để bao vây bọn ông Trực. Sau hai trận ghê gớm, bọn ông Trực phải trốn vào trong núi. Đội Tấn rượt theo, nghĩa quân bị kẹt trong một khe núi nhỏ hẹp. Cùng đường, bọn ông Trực phải ra hàng...
Và một nhân sĩ miền Nam còn cho rằng (vì ham tiền thưởng) có kẻ chỉ cho Pháp bắt mẹ ông. Pháp liền đến Hà Tiên bắt được bà và dọa giết nếu ông không ra hàng. Người Pháp thi hành đúng theo kế hoạch này, quả nhiên ông ra hàng.
- Hỏi đáp cuộc khởi nghĩa Nguyễn Trung Trực:

Bị vây khổn, bị cô lập nên không bao lâu, Nguyễn Trung Trực đối mặt với tình cảnh: lương thực, đạn dược đều cạn kiệt, và mẹ thì lâm cảnh lao tù. Đắn đo mãi, cuối cùng ông viết thư cho Lãnh binh Tấn biết, ông sẽ ra hàng nếu Pháp chấp thuận ba điều kiện:
-Một là, bãi bỏ lệnh bao vây đảo.
-Hai là, phải thả nghĩa quân và người dân bị bắt, để họ được về quê sinh sống và yên ổn làm ăn.
-Ba là, phải thả ngay mẹ ông, và đưa đảo cho ông gặp mặt.
Thực dân Pháp chấp nhận ngay, nhưng họ chỉ thực hiện được hai điều kiện đầu; còn điều kiện thứ ba, viện cớ mẹ ông đang bệnh nặng nên chưa thể đưa ra đảo được. Ngày ra hàng, Nguyễn Trung Trực ăn mặc chỉnh tề và đã được người Pháp tiếp đón với thái độ rất xem trọng. Gặp lại ông, Lãnh binh Tấn liền lấy tình bạn xưa (trước đây hai người có quen nhau vì cùng theo Trương Định kháng Pháp) ra đối đãi ân cần, tử tế. Trên con tàu về lại đất liền, Tấn không ngớt lời khuyên dụ...
- Từ điển nhân vật lịch sử Việt Nam:

...Pháp phải huy động một lực lượng hùng hậu đến bao vây và tấn công đảo. Đến tháng 10 năm 1868, để bảo đảm lực lượng nghĩa quân & nhân dân trên đảo, ông tự ra nộp mình cho giặc bắt. Chúng nhiều lần mua chuộc, dụ dỗ, nhưng ông không đầu hàng.
- Hỏi đáp lịch sử Việt Nam (tập 4):

...Sau một số trận giao tranh, lực lượng nghĩa quân bị tổn thất nặng nề và ông bị địch bắt đưa về Rạch Giá.
- Việt Nam thế kỷ XIX:

...Tháng 9 năm 1868, thực dân kéo ra Phú Quốc. Nghĩa quân chiến đấu quyết liệt, cuối cùng Nguyễn Trung Trực bị bọn tay sai bắt nộp cho Pháp, giải về Sài Gòn. Ngày 27 tháng 10 năm 1868, ông bị địch giải về Rạch Giá xử tử.
- Les premières années de la Cochinchine, Colonie Francaise:

Nguyễn Trung Trực chịu nộp mạng, chỉ vì thiếu lương thực và vì mạng sống của bao nghĩa quân đang bị bao vây hàng tháng trời ròng rã tại Phú Quốc.
Nhưng theo lời khai ít ỏi của Nguyễn Trung Trực khi ông bị giam cầm ở Khám Lớn Sài Gòn với Đại úy Piquet, thanh tra bổn quốc sự vụ, thì sự việc như thế này, trích biên bản hỏi cung:
...Tôi cho biết rõ rằng tôi đã tự ý quy thuận lãnh binh Tấn. Vì hắn đến đảo, hắn bảo viết thơ yêu cầu tôi quy hàng, vì chúng tôi bị bao vây trong núi không có gì để sống, tôi bảo một người dân trói tôi và dẫn tôi đến Tấn. Nếu tôi muốn tiếp tục chiến đấu, hắn không bắt tôi được dễ dàng như thế...
Rất tiếc là bản cáo của Lãnh binh Tấn gửi cho Thống đốc Nam kỳ về "Việc bắt Nguyễn Trung trực và Tổng binh Cân" đã bị thất lạc từ ngày 23 tháng 5 năm 1950, vì thế sự việc chưa được tường tận.